# 李克強
李 克強（り こっきょう、り こくきょう、リー・クーチアン、リー・コーチアン、簡体字中国語: 李 克强、1955年7月3日 - 2023年10月27日）は、中華人民共和国の政治家。第7代国務院総理、第17・18・19期党中央政治局常務委員。胡錦濤元総書記と同じく中国共産主義青年団（共青団）の出身である。習近平党総書記と共に中国共産党第5世代の指導者とされた。
経済学博士号を持つ理論家として知られた。その経済政策は「リコノミクス」と一時脚光を浴びたが、習近平への権力集中に伴い存在感は限られていた。

## 来歴
1955年7月3日に安徽省合肥市に誕生する。胡錦濤とは、戸籍上は同郷人である。1974年3月から1978年3月にかけて安徽省鳳陽県大廟公社で労働に従事。この間の1976年5月に中国共産党に入党する。同年11月より大廟公社大廟生産大隊党支部書記を務める。文化大革命が終息した1970年代末に全国普通高等学校招生入学考試が復活すると鳳陽県の首席（高考状元）となり、1978年3月に北京大学法律系（法学部）に入学する。在学中は全校学生会責任者を務めた。
1982年2月に大学を卒業し、法学学士号を修得した。同月から翌年12月にかけて北京大学共青団委員会書記・共青団中央常務委員・共青団中央学校部部長兼全国学校連合会秘書長を務めた。1983年12月に共青団中央書記処候補書記となり、1985年3月に外務省の招待を受けた中国青年代表団の副団長として来日した。当時中華全国青年連合会（全青連）主席であった胡錦濤団長と共に副団長として聖教新聞社を訪問し、池田大作と会談している。1985年11月に共青団中央書記処書記に就任。李が共青団中央書記処入りしたこの時期、胡錦濤もまた先任の書記として在籍しており、1984年から1985年にかけて共青団中央書記処第一書記の地位にあった。1985年に青年団副団長として団長の胡錦涛に同行して日本を訪問し、安倍晋太郎外務大臣と当時その秘書官であった安倍晋三らと晩餐会をともにした。李は1986年6月に全国青年連合会副主席を兼任した。1988年9月から1994年12月にかけて、在職のまま北京大学経済学院経済学専攻大学院に学び、経済学修士号・博士号を修得する。指導教官は清華大学経営管理学院（初代院長は朱鎔基）と双璧をなすとされる北京大学光華管理学院の初代院長である厲以寧だった。この間、1991年9月から11月にかけて中国共産党中央党校でも学ぶ。1992年には岩手県の小沢一郎の自宅にホームステイした。
1993年3月に共青団中央書記処第一書記に昇格し、中国青年政治学院院長を兼ねた。同月には安徽省代表として第8期全国人民代表大会常務委員会委員・全人代常務委員会代表資格審査委員会委員に選出される。その後、第9期（1998年から2003年）・第10期（2003年から2008年）・第11期（2008年から）の全人代代表（議員）に選出される。
1997年9月の第15回党大会で党中央委員に選出された李は、1998年6月に共青団中央書記処第一書記兼中国青年政治学院院長を退き、党務に転じて河南省に赴任し、河南省党委員会副書記に就任した。翌月には河南省副省長を兼任。その後、省長代理を経て、1999年2月には正式に河南省省長兼省党委副書記・省政府党組書記に就任した。2002年11月、第16回党大会で中央委員に再選。翌月河南省党委書記に就任。2003年1月、兼任していた河南省省長を退任し、河南省人民代表大会常務委員会主任を新たに兼務する。次いで2004年12月、遼寧省党委書記に転じた。これに伴い、翌年1月に河南省人代常務委員会主任を辞任した。2005年2月27日に遼寧省人民代表大会常務委員会主任を兼務した。

### 政治局常務委員

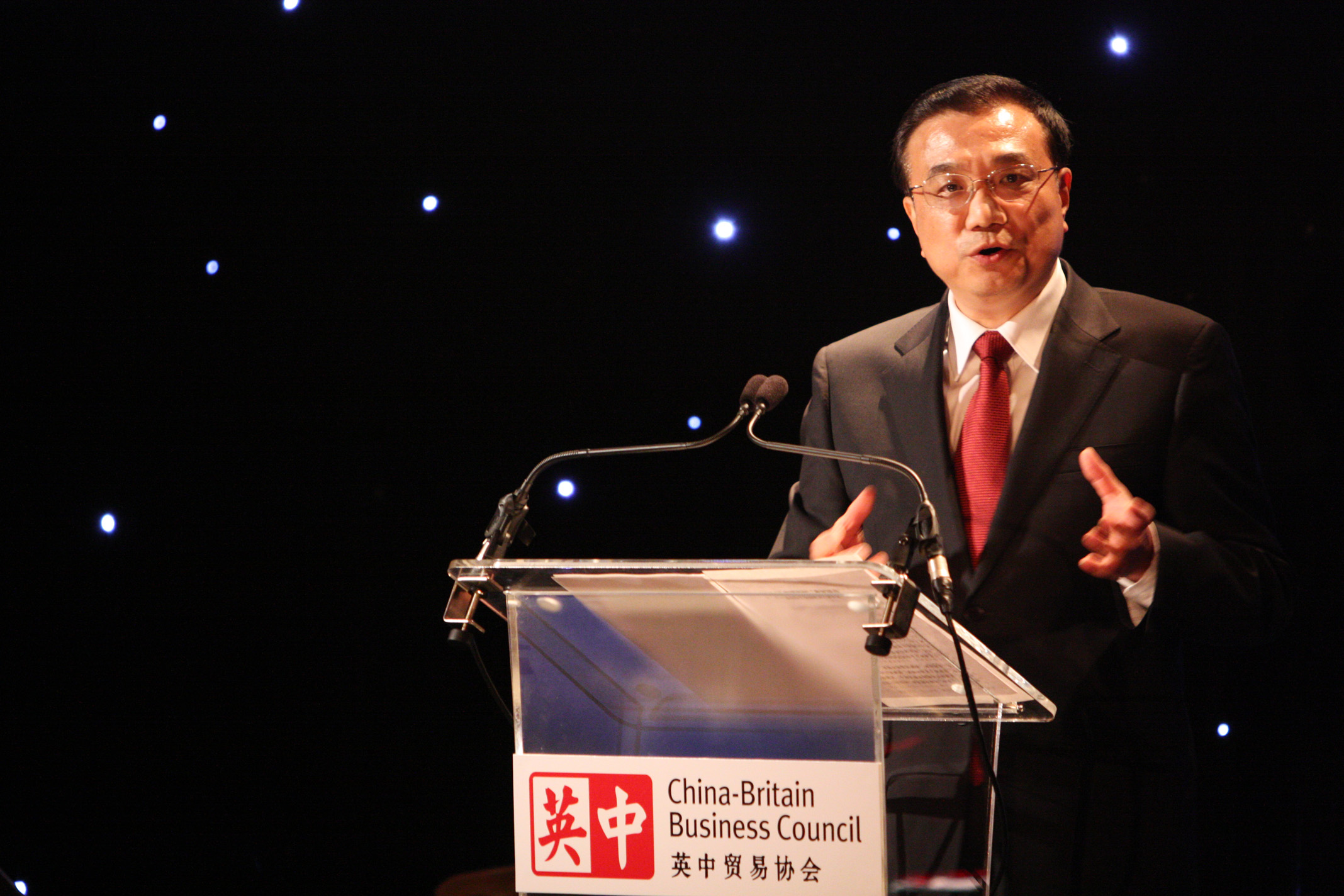
李克強（２０１１）

2007年10月の第17回党大会で中央委員に再選。10月22日の第17期党中央委員会第1回全体会議（第17期1中全会）で二段飛びの政治局常務委員に選出された。同様に政治局常務委員となった習近平とともに第18期以降を支える第5世代の重要人物とされ、胡錦濤が江沢民元総書記時代に就いていた中央書記処常務書記には習近平が任命され、李は国務院党組副書記・中央財経領導小組成員として温家宝総理の補佐となったため、胡錦濤の後継者は習近平か李と目された。2008年3月17日に第11期全国人民代表大会第1回会議において国務院常務副総理に任命された。しかし、李を中国の次期党総書記（最高指導者）に推す温家宝は党内の保守派や既得権益を重んじる層（上海閥、太子党）から批判の矢面に立たされており、同年11月に4兆元の大規模な財政出動（内需拡大十項措置）を断行して世界金融危機も乗り越えた国務院副総理で習近平に近い王岐山と比較して李は危機管理が弱いと国務院内で評された。最終的に温家宝は権力闘争に敗れ、軍部や保守派が推したとされる習近平が胡錦濤の後継者に確定したという経緯が報じられた。
2012年11月15日に第18期1中全会で政治局常務委員に再選され、党総書記となった習近平に次ぐ党内序列第2位となる。同月21日、李は北京の中南海で開催された改革開放に関する座談会を主宰し、「人民がさらに良い生活を送れるようにするためには、改革開放が必要だ」と述べ、多くの改革を進めれば既得権益層の打破などにつながると主張して、習李体制の10年間で改革を進める姿勢を示した。

### 国務院総理

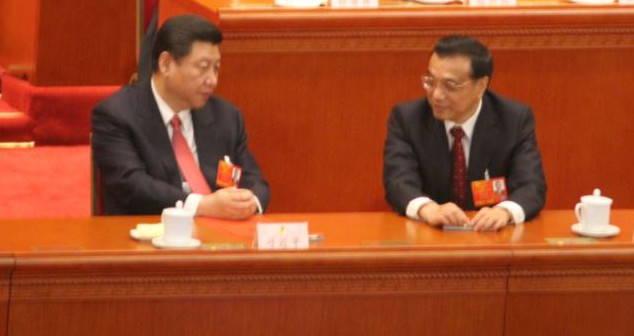
習近平と李克強（２０１3）

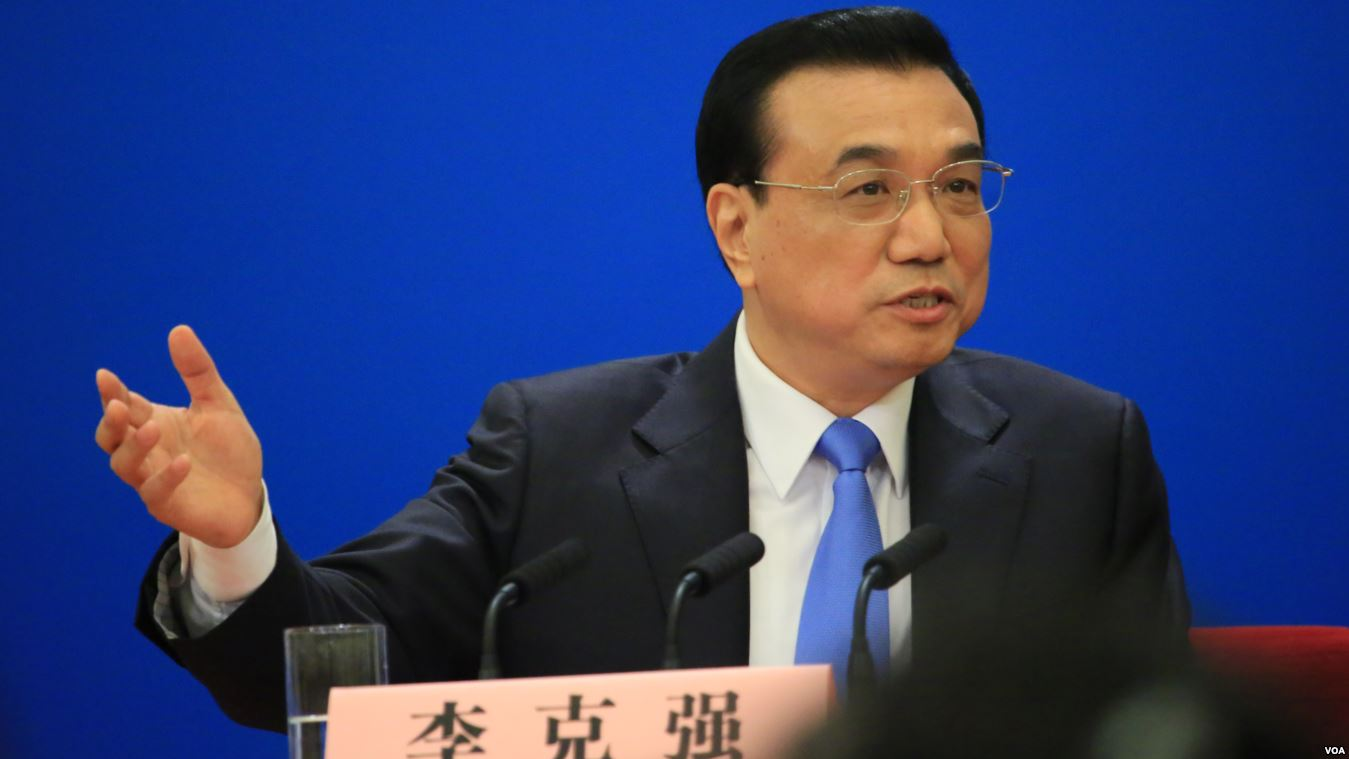
李克強（２０１５）

2013年3月15日に李克強は第12期全人代第1回会議において第7代国務院総理に選出された。翌日には閣僚の任命が行われて、正式に李克強内閣が発足した。当初は経済政策として改革開放の推進を掲げ、「リコノミクス」と呼ばれるなど注目されたが、結局は改革に否定的な姿勢の習近平が権力集中を強める中で経済政策の決定権をも握ることとなり、その存在感は低下していった。

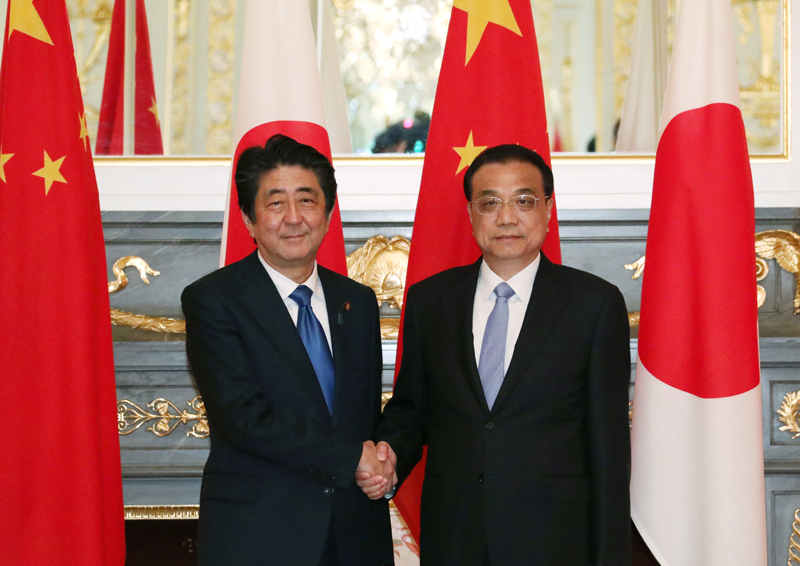
安倍晋三と李克強（２０１８）

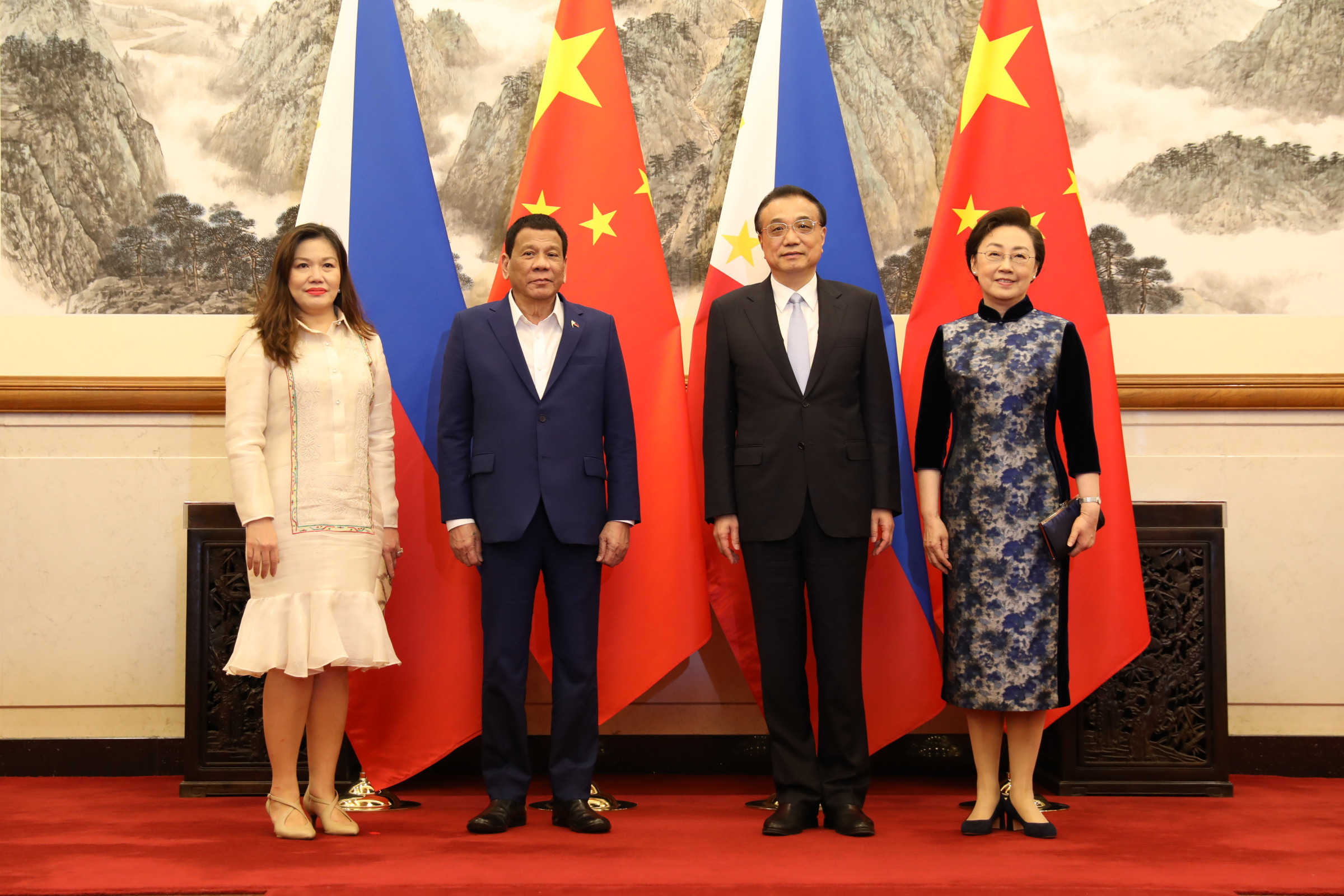
ロドリゴ・ドゥテルテ夫妻と、李克強夫妻（２０１９）

2018年5月8日に日中韓首脳会談への出席のために総理就任後初めて訪日し、9日に東京の迎賓館での安倍晋三首相との会談で日中防衛当局間のホットラインである海空連絡メカニズムの運用開始、一帯一路に基づく第三国での共同インフラ整備を具体化させる官民協議体の設置、通貨スワップ協定再開や共同映画製作協定と社会保障協定の締結などで合意し、天皇とも懇談した。また、北海道への視察には安倍首相も同行し、日中知事省長フォーラムに出席した他、牧場のえこりん村で昼食をともにし、トヨタ自動車の工場も訪れて豊田章男社長に出迎えられた。
2022年3月11日、李克強は記者会見の中で自らの出処に触れ、翌2023年の任期末をもって総理職を退任すると明言。中華人民共和国憲法の第87条で国務院総理は2期を超えて連続で務めることはできないと定められており、李克強のこの発言は当たり前の内容と言えるが、慣例である定年の68歳に達していないほか、当時は習近平が慣例を破って3期目を目指していると目されている時期であった。2022年10月に開催された中国共産党第二十回全国代表大会で中央政治局委員から外れ引退が確定した。2023年3月11日の第14期全人代の全体会議で後継の国務総理が選出されたことで退任したが、習近平との溝は最後まで埋まらなかった。国務院総理時代は習近平の影に隠れる形となったが、改革開放の価値観を擁護し継続させたことを評価する声もある。

### 死去
最後に公に姿を見せたのは2023年8月31日に甘粛省敦煌市の莫高窟を訪問した際のことで、市民や観光客に対して笑顔で手を振って応対したが、現場にいた国営メディアが訪問を報じることはなかった。同年10月下旬頃より上海で療養し、10月27日0時10分（日本時間1時10分）に心臓発作のため搬送先の上海にある上海中医薬大学附属「曙光医院」で死去した。68歳没。香港のメディアは宿泊していた上海の高級ホテル・上海東郊賓館で水泳をしていた際に心臓発作を起こしたと報じ、この情報は中国国内で新浪微博を通じて拡散されホテルは宿泊予約サイト上で11月上旬まで営業を停止すると発表するなど対応に追われた。唐突な訃報は中国国外でも速報で伝えられたが、中国国内では李克強死去を報じるNHK海外放送のニュース映像が一部遮断された。遺体は11月2日に八宝山革命公墓にて火葬され、葬儀場には習近平を含む党最高指導部7人全員が訪れ弔意を示したが、胡錦濤元総書記は花輪を贈るにとどめ出席はしなかった。

## 人物
- 部下を決して怒鳴りつけることはせず、公私で他人の悪口を言わず、周囲に常に笑顔を見せていたという。共産主義青年団にいた頃は胡錦濤と行動を共にすることが多く、胡錦濤は李克強の人柄を見込んで青年団書記候補に抜擢した。青年団時代の幹部によると「李克強は敵を作らない」という。学校部長であった頃にある部長との意見の相違で対立したことがあり、李克強が中央第一書記になると、その部長は報復を恐れていたが、ある日、李克強は彼を呼び寄せ、人事異動の際に彼の昇格を伝え、新しい官舎の鍵を渡したという[43]。
- 元来あまり身体が丈夫でなく、腎臓・肝臓の疾患や糖尿病を患っていると報じられたことがある[44][45][46]。2023年10月27日に急死した際には死因は心臓発作と発表され、心臓に関する持病があったかどうかは不明だが、過去に冠動脈バイパス手術を受けた経歴があったと消息筋は伝えている[33][47]。
- 2022年に李克強よりも高位の役職にあった江沢民元党総書記が死去した際には、北京の在中国日本大使館は半旗を掲揚しなかったが、対外関係を重視した李克強は日本との関係も深く、「日中関係発展のために長きにわたり重要な役割を果たした」との評価があり、垂秀夫中国大使による「前例にとらわれるな」という考えのもと北京では日本大使館だけが最大限の追悼を示す半旗を掲げ、急死した李に哀悼の意を示した[48][49]。

## 家庭
程虹夫人は首都経済貿易大学の英文科教授。2014年5月に外交デビューを果たした。二人の間に一女がいる。